# Monseigneur (film)
Pour les articles homonymes, voir Monseigneur.
Pour plus de détails, voir Fiche technique et Distribution.
Monseigneur est un film français réalisé par Roger Richebé, sorti en 1949.

## Synopsis
Grâce à l'intervention d'un historien-archiviste nommé Piétrefond, le brave et honnête ouvrier serrurier Louis Mennechain est fêté comme le descendant de Louis XVI par une brillante duchesse et son entourage. Ébloui par sa nouvelle condition, Mennechain en arriverait presque à abandonner sa fiancée (qui n'est autre que la fille de son patron) si Pietrefond ne lui révélait que toute cette histoire n'est qu'une escroquerie montée dans le but de vivre aux crochets des riches amis de la duchesse. L'ouvrier retourne à son établi et oublie vite son aventure dans les bras de la gentille Anna. Mais un doute subsiste : comment le portrait d'époque de Louis XVII (qui se transmet de père en fils depuis des générations) est-il arrivé dans sa famille ? Une visite au Mausolée de Louis XVI ne répondra pas à ces interrogations...

## Fiche technique
- Titre : Monseigneur
- Réalisation : Roger Richebé
- Scénario : D'après le roman de Jean Martet
- Adaptation : Roger Richebé, Pierre Lestringuez
- Dialogues : Carlo Rim
- Assistant réalisateur : Paul Feyder
- Photographie : Philippe Agostini
- Opérateur : Jean-Marie Maillols, assisté de Robert Bontemps
- Montage : Yvonne Martin
- Musique : Henri Verdun
- Son : Louis Kieffer, assisté de Roger Rampillon
- Décors : Jacques Krauss
- Script-girl : Marcelle Hochet
- Maquillage : Marcel Bordenave
- Robes dessinées par Pierre Balmain
- Régisseur général : Fred Hérold
- Régisseur ensemblier : Robert Turlure
- Photographe de plateau : Lucienne Chevert
- Directeur de production : René Montis
- Société de production : Les Films Roger Richebé
- Tournage dans les studios de Neuilly
- Enregistrement sonore : Klang-Film
- Tirage : Laboratoire G. T. C Saint-Cloud
- Pays de production :  France
- Langue de tournage : Français
- Format : Noir et blanc — 35 mm — 1,37:1 — Son : Mono
- Genre : Film dramatique
- Durée : 96 minutes (1 h 36)
- Date de sortie : 
  - France : 13 septembre 1949
- Visa d'exploitation : 8 685

## Distribution
- Bernard Blier : Louis Mennechain, serrurier
- Fernand Ledoux : Mr Piétrefond, professeur d'histoire
- Nadia Gray : La duchesse Nathalie de Lémoncourt
- Maurice Escande : Le duc de Saint-Germain
- Yves Deniaud : Mr Bouaffre, le patron serrurier
- Marion Tourès : Anna Bouaffre, la fille du patron serrurier
- Jeanne Lion : Mme Adélaïde de Ponthieux
- Colette Régis : La comtesse de Muy
- Richard Francoeur : Albert, le maître d'hôtel
- Paul Frankeur : Le forain
- Gabriel Gobin : Gustave dit : Tatave, un ouvrier serrurier
- Georges Tourreil : Le marquis Max de Virmandois
- Paul Faivre : Le général de Lormaux
- Léon Walther : Le majordome
- Hennery : Un chemisier
- Louis Vonelly : Un tailleur
- Roger Vincent : Un invité
- Jean Sylvère : Un client chez le serrurier
- Liliane Lesaffre : La caissière
- Charles Bayard : Un invité
- Edouard Francomme : Un homme à la foire
- Franck Maurice : Un homme à la foire